# Johann Hödlmayr
Johann Hödlmayr (* 27. September 1928 in Schwertberg, Oberösterreich; † 18. November 2011 ebenda) war ein österreichischer Transportunternehmer, Gründer und bis zuletzt Aufsichtsratsvorsitzender des international tätigen Logistikdienstleisters “Hödlmayr”. Seine Leistungen und Kompetenz waren in der internationalen Logistik und Fahrzeugindustrie anerkannt. Er bekleidete zahlreiche hochrangige Funktionen in der Wirtschaftskammer.

## Leben und Wirken
Johann Hödlmayr wuchs als Sohn von Josef und Anna Hödlmayr im landwirtschaftlichen Anwesen seiner Eltern auf und interessierte sich für Fahrzeuge und Motoren. 1949 wurde er Landesmeister eines Bergrennens.
Hödlmayr begann seine unternehmerische Tätigkeit 1954 mit Vieh- und Schottertransporten und erzielte mit Doppelstocktransporten entscheidende Vorteile gegenüber den Mitbewerbern. Er übernahm ab 1961 Fahrzeugtransporte und entwickelte das Familienunternehmen zu einem international tätigen Fahrzeug-Logistikkonzern. Er gilt als Logistikpionier und zählt zu den bedeutendsten Unternehmerpersönlichkeiten des Mühlviertels.
1967 wurde das firmeneigene Zolllager in Schwertberg eröffnet und damit die Entwicklung zu einem der größten Fahrzeugtransporteure Europas eingeleitet. Nach dem Fall des Eisernen Vorhangs begann das bis dahin nur in Österreich und Deutschland mit Niederlassungen vertretene Unternehmen 1990 mit der Internationalisierung durch Kauf und Gründung weiterer Unternehmen in 16 Ländern mit rund 1.650 Mitarbeitern (2015).

## Auszeichnungen
- 1978: Verleihung des Berufstitels Kommerzialrat
- 2008: Ehrenauszeichnung der Wirtschaftskammer Oberösterreich[6]